# Szarung
A Szarung (Sareung) (hangul: 사릉, handzsa: 思陵) Kjonggi (Gyeonggi) tartomány Namjangdzsu (Namyangju) városában található Csoszon (Joseon)-kori koreai királysírcsoport.

## Története
| Sír neve                                           | Elhunytak neve                                                            | Év   | Történelmi látványosság | Felvétel ideje |
| -------------------------------------------------- | ------------------------------------------------------------------------- | ---- | ----------------------- | -------------- |
| Szarung (사릉, 思陵, Sareung)                      | Csongszun (정순, Jeongsun) királyné (Tandzsong (Danjong) király felesége) | 1521 | 209                     | 1970           |
| Kvanghegunmjo (광해군묘, 光海君墓, Gwanghaegunmjo) | Kvanghegun (Gwanghaegun) király Munszong (문성, Munseong) hercegné        | 1641 | 363                     | 1991           |
| Anbinmjo (안빈묘, 淑寧墓, Anbinmyo)                | Hjodzsong (Hyojong) király anbin rangú királyi ágyasa az Kim klánból      | 1693 | 366                     | 1991           |
| Szongmjo (성묘, 成墓, Seongmyo)                    | Szondzso (Seonjo) király kongbin rangú királyi ágyasa a Kim klánból       | 1577 | 365                     | 1991           |

### Szarung(Sareung)
A sírban Tandzsong (Danjong) király felesége, Csongszun (Jeongsun) királyné nyugszik. 1454-ben adták hozzá a királyhoz, egy évvel később azonban férje lemondásra kényszerült, így a királynét az Idok (Uideok) vangdebi (wangdaebi) (의덕왕대비) címmel ruházták fel, amikor azonban 1457-ben férjét lefokozták herceggé, őt is hercegnéi rangra fokozták vissza. Férjét száműzetésbe küldték, így el kellett válniuk egymástól. Élete végéig egy fővároson kívüli házban élt, 81 évesen halt meg. 1698-ban címét visszaállították, sírja a Szarung (Sareung) nevet kapta, ahol a 思 írísjegy jelentése „gondolni”, utalva arra, hogy az asszony egész életét fiatalon megölt férje után vágyódva töltötte.

### Kvanghegunmjo(Gwanghaegunmyo)
Kvanghegun (Gwanghaegun) királyt puccsal távolították el a trónról és először Kanghvado (Ganhwado) majd Csedzsu (Jeju) szigetére száműzték, itt halt meg 1641-ben és itt is temették el. Sírját 1643-ban tették át végleges helyére. A királyné követte férjét a száműzetésbe és 1623-ban a szigeten halt meg. Két külön sírhalomban temették el őket. Mivel Kvanghegun (Gwanghaegun) nem kapott templomi nevet (mjoho), így egyszerű sírba temették. A sír Kvanghegun (Gwanghaegun) édesanyjának Szongmjo (Seongmyo) nevű sírja közelében fekszik.

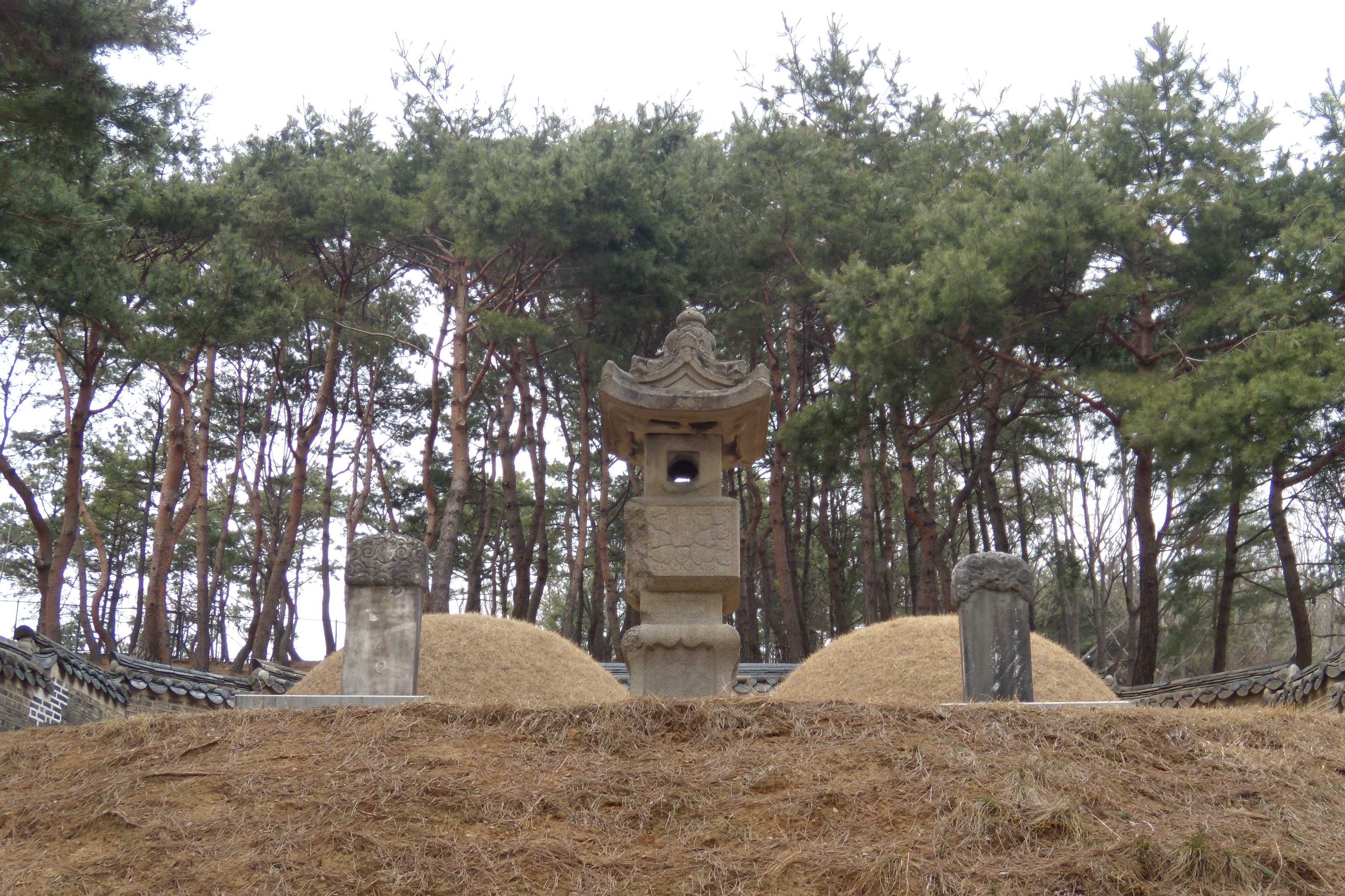
Kvanghegunmjo (Gwanghaegunmyo)

### Anbinmjo(Anbinmyo)
Hjodzsong (Hyojong) király anbin rangú királyi ágyasa a Kim  klánból 1622-ben született és 1693-ban halt meg. Mivel ágyas volt, sírja egyszerű és különösebben díszítetlen, néhány kőszoborral.

### Szongmjo(Seongmyo)
Szondzso (Seonjo) király kongbin rangú királyi ágyasa a Kim klánból 1553-ban született, 1575-ben adott életet a későbbi Kvanghegun (Gwanghaegun) királynak és 1577-ben halt meg. Fia trónra lépésekor a Kongszong (Gongseong) királyné (공성왕후) posztumusz nevet kapta, sírját Szongnung (성릉, Seongneung) névre nevezték át, és ennek megfelleően több kőszobor is található körülötte. Mivel fiát templomi név nélkül temették el, az anyját is visszafokozták, ezért lett a sír végleges neve Szongmjo (Seongmyo) (a mjo (myo) alacsonyabb rangú sírt jelöl, mint a nung (neung)).